# Андерсон, Эдди
В Википедии есть статьи о других людях с таким именем и фамилией, см. Андерсон, Эдвард.
Эта статья о реально жившем человеке. О вымышленном персонаже см. Эдвард Рочестер.
Эдди «Рочестер» Андерсон (англ. Eddie "Rochester" Anderson; 18 сентября 1905[…], Окленд, Калифорния — 28 февраля 1977[…], Лос-Анджелес, Калифорния[…]) — американский актёр радио, кино и телевидения, комик. Менее известен как артист водевилей, певец и танцор.

## Биография
Эдмунд Линкольн Андерсон (настоящее имя актёра) родился 18 сентября 1905 года в городе Окленд (штат Калифорния, США). Отец — «Большой Эд» Андерсон, был артистом-менестрелем; мать — Элла Мэй, акробатка, специализировавшаяся на хождении по канату; брат — Корнелиус, артист. Когда мальчику было десять лет, его семья переехала в Сан-Франциско. В 14 лет юноша бросил школу и начал работать курьером, жокеем и продавцом газет, чтобы финансово помочь семье. Продавая газеты, Андерсон повредил голосовые связки (законы уличной торговли гласили: чем громче крикнешь, тем больше продашь), поэтому у него на всю жизнь остался характерный хриплый скрежещущий голос.
Ещё будучи подростком, лет с тринадцати, начал играть в водевилях. С 1932 года начал сниматься в кино, а позднее — на телевидении. С 28 марта 1937 года начал исполнять роль камердинера-шофёра Джека Бенни в его радиошоу «Программа Джека Бенни»; этого персонажа звали Рочестер ван Джонс, и постепенно прозвище Рочестер прочно закрепилось за Андерсоном. Так он стал первым афроамериканцем в истории, получившим постоянную роль в общенациональной радиопередаче.
Был регулярным танцором в ночном клубе Cotton Club в городе Калвер-Сити.
В 1940 году Андерсон получил неофициальную должность «мэр Сентрал-авеню». Во время Второй мировой войны владел компанией Pacific Parachute Company, которая производила парашюты для военных.
Андерсон был очень высокооплачиваемым актёром, он разумно инвестировал и поэтому разбогател. В 1962 году журнал Ebony поставил Андерсона на вторую строку своего списка «100 самых богатых афроамериканцев». За свою карьеру в кино и на телевидении (1932—1973) Андерсон появился в примерно 75 фильмах и сериалах.
Как и многие богатые афроамериканцы Лос-Анджелеса того времени, Андерсон жил в районе Уэст-Адамс. Он построил себе новый шикарный дом, архитектором которого стал известный Пол Р. Уильямс. В связи с юридическими тонкостями, Андерсон был жёстко ограничен в выборе места строительства, поэтому его большой и роскошный дом с бассейном расположился среди небольших домиков в стиле бунгало.
Незадолго до смерти он завещал использовать свой огромный дом для помощи в исправлении лиц, злоупотребляющих психоактивными веществами. Его сын Эдди-младший основал соответствующий фонд, и воля покойного отца исполнилась.
Эдди Андерсон скончался 28 февраля 1977 года в Лос-Анджелесе от сердечно-сосудистого заболевания. Похоронен на «Вечнозелёном кладбище» в том же городе.

### Хобби
Андерсон был страстным поклонником скачек, у него было несколько скаковых лошадей и он работал тренером лошадей на Ипподроме Голливуд-парка. В частности, он владел известным жеребцом по кличке Обожжённая Пробка. Именно с ним Андерсон стал первым афроамериканцем — владельцем лошади, допущенным к участию в Дерби в Кентукки.
Однажды Андерсон поместил двигатель Cadillac в гладкий с низкой посадкой автомобиль, и на нём как ездил, так и выставлялся на различных выставках спортивных автомобилей по всей стране.
У актёра был собственный катер. В феврале 1946 года он с двумя друзьями отправился на морскую прогулку, и у его лодки сломался двигатель. Троица провела в дрейфе почти сутки, прежде чем их сигналы бедствия заметили и отбуксировали в порт.

### Личная жизнь
Эдди Андерсон был женат дважды.
- 2 мая 1939 года он женился на женщине по имени Мэми (Уиггинс) Нельсон (1911—1954). Брак продолжался пятнадцать лет, 5 августа 1954 года его супруга скончалась в 43-летнем возрасте от рака[26]. Детей у пары не было, но Андерсон стал отчимом сыну Мэми от первого брака, Билли (1929 — ?)
- 8 февраля 1956 года Андерсон женился повторно, его избранницей стала женщина по имени Ева Саймон. У пары родились две дочери, Стефани и Эванджела, и сын Эдмонд Линкольн-четвёртый[27] (Эдди Андерсон-младший[19]). В июне 1973 года последовал развод[28].

## Признание
- 8 февраля 1960 года был удостоен звезды на Голливудской «Аллее славы» за вклад в индустрию радио[7].
- В 2001 году посмертно включён в Зал славы радио[англ.][29].

## Работа на радио
- 1937—1950 — Программа Джека Бенни / The Jack Benny Program — Рочестер ван Джонс, камердинер Джека Бенни

## Избранная фильмография

### Широкий экран
В титрах указан
- 1936 — Зелёные пастбища / The Green Pastures — Ной
- 1936 — Трое на одной лошади[англ.] / Three Men on a Horse — Моисей, лифтёр
- 1937 — За одну милю от рая[англ.] / One Mile from Heaven — Генри Бэнгс
- 1938 — Иезавель / Jezebel — Большая Летучая Мышь
- 1938 — Золотоискатели в Париже[англ.] / Gold Diggers in Paris — швейцар
- 1938 — С собой не унесёшь / You Can't Take It with You — Дональд
- 1938 — Разоблачённый[англ.] / Exposed — Уильям
- 1938 — Спасибо за память[англ.] / Thanks for the Memory — дворник
- 1938 — Кентукки[англ.] / Kentucky — конюх
- 1938 — Достижение успеха[англ.] / Going Places — конюх
- 1939 — Гонолулу[англ.] / Honolulu — Вашингтон
- 1939 — Нельзя обмануть честного человека[англ.] / You Can't Cheat an Honest Man — Рочестер
- 1939 — Унесённые ветром / Gone with the Wind — дядя Питер, кучер
- 1940 — Бак Бенни снова в седле[англ.] / Buck Benny Rides Again — Рочестер ван Джонс
- 1941 — Возвращение Топпера[англ.] / Topper Returns — шофёр Топпера
- 1941 — Рождение блюза[англ.] / Birth of the Blues — Луи
- 1942 — Сказки Манхэттена / Tales of Manhattan — преподобный Лазарь
- 1942 — Звёздно-полосатый ритм[англ.] / Star Spangled Rhythm — Рочестер (в номере «Острый, как гвоздь»)
- 1943 — Злейший человек в мире[англ.] / The Meanest Man in the World — Шуфро
- 1943 — Хижина на небесах[англ.] / Cabin in the Sky — Маленький Джо Джексон
- 1944 — Бродвейский ритм[англ.] / Broadway Rhythm — Эдди
- 1945 — Миллионы Брюстера[англ.] / Brewster's Millions — Джексон
- 1946 — Позёрство[англ.] / The Show-Off — Эдди
- 1963 — Это безумный, безумный, безумный, безумный мир / It's a Mad, Mad, Mad, Mad World — таксист

В титрах не указан
- 1932 — Сколько стоит Голливуд?[англ.] / What Price Hollywood? — дворецкий
- 1934 — Вот моя жена![англ.] / Behold My Wife! — шофёр
- 1934 — Весёлая невеста[англ.] / The Gay Bride — чистильщик обуви
- 1936 — Плавучий театр / Show Boat — мужчина
- 1937 — Любовь — это новости[англ.] / Love Is News — мужчина, получающий свидетельство о заключении брака
- 1938 — Пятеро себе подобных[англ.] / Five of a Kind — гостиничный швейцар
- 1939 — Преступление тебе с рук не сойдёт / You Can't Get Away with Murder — Сэм

### Телевидение
- 1950—1965 — Программа Джека Бенни / The Jack Benny Program — Рочестер ван Джонс, камердинер Джека Бенни (в 178 эпизодах[англ.])
- 1957 — Шоу Реда Скелтона[англ.] / The Red Skelton Show — Рочестер ван Джонс (в эпизоде Freddie Finds a Headlight)
- 1962 — Отец-холостяк[англ.] / Bachelor Father — Рочестер ван Джонс (в эпизоде Pinch That Penny)
- 1963 — Шоу Дика Пауэлла[англ.] / The Dick Powell Show — Уолт (в эпизоде Last of the Private Eyes)
- 1968 — Требуется вор[англ.] / It Takes a Thief — консьерж (в эпизоде A Thief Is a Thief)
- 1969 — Любовь по-американски[англ.] / Love, American Style — Вилли (в эпизоде Love and the Hustler[англ.])

### В роли самого себя
- 1951 — Шоу Эда Салливана / Toast of the Town (в выпуске #4.43)
- 1952 — Какая моя линия?[англ.] / What's My Line? — таинственный гость (в выпуске Eddie 'Rochester' Anderson)
- 1952 — Шоу Джеки Глисона[англ.] / The Jackie Gleason Show (в выпуске #1.10)
- 1964 — Шоу Майка Дугласа[англ.] / The Mike Douglas Show (в выпуске #3.123)
- 1971 — Шоу Мерва Гриффина[англ.] / The Merv Griffin Show (в выпуске Sidekicks)

### Озвучивание
- 1959 — Мышь, которую построил Джек[англ.] / The Mouse That Jack Built — Рочестер
- 1970—1971 — Гарлемские путешественники[англ.] / Harlem Globetrotters — Бобби Джо Мейсон (в 22 эпизодах)
- 1972—1973 — Новые дела Скуби-Ду / The New Scooby-Doo Movies — Бобби Джо Мейсон (в 3 эпизодах)

- На лобби-карточке к фильму «Зелёные пастбища» (1936)
- Джек Бенни (слева) и Эдди Андерсон привезли для своего шоу верблюда. Лос-Анджелес, 1943 год.
- Со своей лошадью по кличке Обожжённая Пробка, 1943 год.
- Фото 1945 года
- Фото 1949 года
- Поклонницы беспокоят Андерсона в его гримёрке, 1952 год.
- Фото 1950-х годов
- С Джоном Форсайтом (справа) на съёмках сериала «Отец-холостяк[англ.]», 1962 год.
- Открытка 1940-х годов с изображением дома Андерсона.